# Papyrus 113
Papyrus 113 (nach Gregory-Aland mit Sigel {\displaystyle {\mathfrak {P}}}113 bezeichnet) ist eine frühe griechische Abschrift des Neuen Testaments. Dieses Papyrusmanuskript enthält Teile des Römerbriefes. Der verbleibende Text besteht nur aus schlecht erhaltenen Fragmenten und umfasst die Verse 2,12–13 und 2,29. 
Mittels Paläographie wurde es vom INTF auf das 3. Jahrhundert datiert. Comfort ordnet es in die erste Hälfte des dritten Jahrhunderts ein. Die Handschrift wird in den Räumen der Papyrologie der Bodleian Art, Archaeology and Ancient World Library von der Oxford University unter der Signatur P. Oxy. 4497 aufbewahrt. 

### Abbildungen
- P.Oxy.LXIV 4497 in der Papyrologie von Oxfords „POxy: Oxyrhynchus Online“
- Bild von {\displaystyle {\mathfrak {P}}}113 recto, Fragment von Römer 2,12–13
- Bild von {\displaystyle {\mathfrak {P}}}113 verso, Fragment von Römer 2,29

### Offizielle Registrierung
- „Fortsetzung der Liste der Handschriften“ Institut für Neutestamentliche Textforschung, Universität Münster. (PDF-Datei; 147 kB)